# Dagur Kári
Dagur Kári Pétursson (ur. 12 grudnia 1973 w Paryżu) – islandzki reżyser, scenarzysta, kompozytor i producent filmowy.

## Życiorys
Urodził się w Paryżu w rodzinie islandzkiej jako syn pisarza Pétura Gunnarssona. Gdy mały Dagur miał zaledwie trzy lata, rodzina powróciła na łono ojczystej Islandii. Kári na studia wyjechał do Danii, gdzie w 1999 ukończył Den Danske Filmskole.
Zwrócił na siebie uwagę już wczesnym filmem krótkometrażowym Lost Weekend (2000), który zdobył liczne nagrody na międzynarodowych festiwalach. Pełnometrażowy debiut fabularny Káriego, Nói albinói (2003) z Tómasem Lemarquisem w roli głównej, także odniósł artystyczny sukces. Obraz nagrodzono ponad 20 wyróżnieniami zarówno w Islandii (m.in. 6 nagród Edda), jak i za granicą.
Druga fabuła Káriego, Zakochani widzą słonie (2005), zaprezentowana została w sekcji "Un Certain Regard" na 58. MFF w Cannes. Dobre serce (2009) było anglojęzycznym debiutem reżysera, a w rolach głównych wystąpili Paul Dano i Brian Cox. Następnym projektem twórcy był Fúsi (2015), psychologiczny portret starego kawalera, który dzięki lekcjom tańca zaczyna walczyć z wszechogarniającą go prozaicznością.